# Чемпионат мира по памяти
Чемпионат мира по памяти («Интеллектуальная олимпиада») — спортивное состязание, в котором участники запоминают как можно больше информации за определённый период времени. Чемпионат проходил ежегодно с 1991 года, за исключением 1992 года. Он был создан Тони Бузаном и Рэем Кином. Чемпионат по-прежнему организуется WMSC (Всемирный спортивный совет по памяти), который был совместно создан Тони Бузаном и Рэем Кином. В 2016 году из-за спора между некоторыми игроками и WMSC была организована IAM (Международная ассоциация памяти). В 2017 году обе организации провели свои собственные чемпионаты мира. С 2018 года существует Федерация Спортивной памяти в России.
Первым и многократным чемпионом становился англичанин Доминик О’Браен.
Действующий чемпион мира WMSC — Энхджаргал Ууриинтсолмон из Монголии. Действующий чемпион мира IAM — Теннун Тамир из Монголии.

## Формат соревнований
Чемпионат состоит из 10 различных дисциплин, где участники должны запомнить максимальное количество информации за разное время:
- Чисел за 1 час (23712892 …)
- Чисел за 5 минут
- Произнесённых чисел, читаются 1 секунду
- Двоичных чисел за 30 минут (011100110001001 …)
- Игральных карт за 1 час
- Случайный набор слов за 15 минут (дом, игра, сирота, энциклопедия …)
- Имена и лица за 15 минут
- Исторические даты и числа за 5 минут (вымышленные события и исторические даты)
- Абстрактные изображения за 15 минут (WMSC — чёрно-белые случайно генерируемые пятна, IAM — конкретные изображения)
- Игральные карты — запомнить случайно перетасованную колоду из 52 карт за минимальное время (рекорд 12,74 секунды)

## Места проведения чемпионатов и победители

### Абсолютные чемпионы мира (1991—2016)
| Номер чемпионата | Год   | Место проведения | Победитель       |
| ---------------- | ----- | ---------------- | ---------------- |
| 1                | 1991  | Лондон           | Доминик О’Брайен |
| 2                | 1993  | Лондон           | Доминик О’Брайен |
| 3                | 1994  | Лондон           | Джонатан Хэнкок  |
| 4                | 1995  | Лондон           | Доминик О’Брайен |
| 5                | 1996  | Лондон           | Доминик О’Брайен |
| 6                | 1997  | Лондон           | Доминик О’Брайен |
| 7                | 1998  | Лондон           | Энди Белл        |
| 8                | 1999  | Лондон           | Доминик О’Брайен |
| 9                | 2000  | Лондон           | Доминик О’Брайен |
| 10               | 2001  | Лондон           | Доминик О’Брайен |
| 11               | 2002  | Лондон           | Энди Белл        |
| 12               | 2003  | Куала-Лумпур     | Энди Белл        |
| 13               | 2004  | Манчестер        | Бен Придмор      |
| 14               | 2005  | Оксфорд          | Клеменс Майер    |
| 15               | 2006  | Лондон           | Клеменс Майер    |
| 16               | 2007  | Бахрейн          | Гюнтер Карстен   |
| 17               | 2008  | Бахрейн          | Бен Придмор      |
| 18               | 2009  | Лондон           | Бен Придмор      |
| 19               | 2010  | Гуанчжоу         | Ван Фэн          |
| 20               | 2011  | Гуанчжоу         | Ван Фэн          |
| 21               | 2012  | Лондон           | Йоханнес Маллоу  |
| 22               | 2013  | Лондон           | Юнас фон Эссен   |
| 23               | 2014  | Хайнань          | Юнас фон Эссен   |
| 24               | 2015  | Чэнду            | Алекс Маллен     |
| 25               | 2016* | Сингапур         | Алекс Маллен     |

### Чемпионат мира по версии WMSC (с 2017 года)
| Номер чемпионата | Год  | Место проведения | Победитель           | Результат победителя** |
| ---------------- | ---- | ---------------- | -------------------- | ---------------------- |
| 26               | 2017 | Шэньчжэнь        | Мунхшур Нармандах*** | 8035                   |

### Чемпионат мира по версии IAM (с 2017 года)
| Номер чемпионата | Год  | Место проведения | Победитель   | Результат победителя |
| ---------------- | ---- | ---------------- | ------------ | -------------------- |
| 1                | 2017 | Джакарта         | Алекс Маллен | 9061                 |

Примечания:
* — чемпионат мира 2016 года был организован WMSC и стал первым чемпионатом мира, не признанным IAM, который не проводил в этом году свой чемпионат мира.
** — итоговые показатели WMSC с 2017 года были нормализованы с использованием стандартов оценки показателей IAM, действующих на момент разделения.
*** — Мунхшур Нармандах также участвовал в чемпионате мира по версии IAM 2017 года, заняв второе место за Алексом Малленом, который не участвовал в соревнованиях WMSC.

## Рекорды
Список мировых и национальных отчётов можно найти на сайте Международной ассоциации статистики памяти и на сайте «Статистика мировой памяти». Лучшие из них перечислены в таблице:
| Дисциплина                             | Рекорд        | Спортсмен             | Чемпионат                                              |
| -------------------------------------- | ------------- | --------------------- | ------------------------------------------------------ |
| Числа за 1 час                         | 3238 цифр     | Алекс Маллен          | Чемпионат мира IAM 2017                                |
| Числа за 5 минут                       | 568 цифр      | Алекс Маллен          | Чемпионат мира IAM 2017                                |
| Произнесённые числа                    | 456 цифр      | Лэнс Чирхарт          | Чемпионат Мира 2015                                    |
| Двоичные числа за 30 минут             | 6270 цифр     | Мунхшур Нармандах     | Чемпионат Азии IAM 2017                                |
| Игральные карты за 1 час               | 1924 карты    | Мунхшур Нармандах     | Чемпионат мира WMSC 2017                               |
| Случайный набор слов за 15 минут       | 318 слов      | Кейти Кермода         | IAM European Open 2016                                 |
| Имена и лица за 15 минут               | 212 баллов    | Алтансүхийн Янжаа     | Чемпионат мира IAM 2017                                |
| Исторические даты за 5 минут           | 133 даты      | Алекс Маллен          | Чемпионат мира IAM 2017                                |
| Абстрактные изображения за 15 минут    | 672 очка      | Су Зехе               | Чемпионат WMSC по Азиатско-Тихоокеанскому региону 2017 |
| Случайные изображения за 15 минут      | 360 очков     | Алтансүхийн Янжаа     | Korea Open 2018                                        |
| Запоминание на скорость игральных карт | 12,74 секунды | Чиджир-Эрдэнэ Бат-Энх | Korea Open 2018                                        |